# Equihash
 (novembre 2019).
Equihash est un algorithme de preuve de travail requérant beaucoup de mémoire vive présenté par le Centre interdisciplinaire pour la sécurité, la fiabilité et la confiance (SnT) de l'Université du Luxembourg lors du 2016 Network and Distributed System Security Symposium (Symposium 2016 sur la sécurité des réseaux et des systèmes distribués).  L'algorithme est basé sur une généralisation du paradoxe des anniversaires qui trouve des valeurs de hachage en collision.  Il comporte des compromis spatio-temporels importants, mais admet une vulnérabilité à des optimisations parallèles imprévues.
Il a été conçu de telle sorte que les implémentations parallèles sont entravées par la bande passante mémoire afin d'essayer d'aggraver les compromis coût-performance de la conception d'implémentations ASIC personnalisées. La résistance ASIC dans Equihash est basée sur l'hypothèse que le matériel vendu commercialement a déjà une bande passante mémoire assez élevée, de sorte que les améliorations apportées par le matériel personnalisé peut ne pas valoir le coût du développement.

## Histoire
Equihash a été proposé par Alex Biryukov et Dmitry Khovratovich dans le cadre du groupe de recherche CryptoLUX de l'Université du Luxembourg. Il a été présenté au 2016 Network and Distributed System Security Symposium (Symposium 2016 sur la sécurité des réseaux et des systèmes distribués) à San Diego. Des projets notables basés sur une chaîne de blocs tels que ZCash (en) et Aion ont intégré Equihash pour des raisons telles que la sécurité, la confidentialité et la résistance aux ASIC.
Le fabricant Bitmain (en) a réussi à optimiser le traitement de l'Equihash de Zcash avec un ASIC.